# TEDA IFC
TEDA IFC (аббревиатура от Tianjin Economic-Technological Development Area International Finance Centre, в переводе «Международный финансовый центр Тяньцзиньской зоны экономического и технологического развития») — многофункциональный комплекс небоскрёбов, расположенный в новом деловом районе Хэси китайского города Тяньцзинь.
Архитектором комплекса выступила американская фирма Kohn Pedersen Fox, застройщиком — китайская China Construction Eighth Engineering, владельцами являются муниципальная Tianjin TEDA Group и финансовая группа Ping An.

## Структура
- 56-этажная офисная башня № 1 TEDA IFC (313 м), также известная как Tianjin Pingan TEDA International Financial Center[6][7].
- 62-этажная жилая башня № 2 TEDA IFC (240 м)[8].
- Обе башни объединены 4-этажным торговым подиумом и пятью подземными этажами.

## Галерея

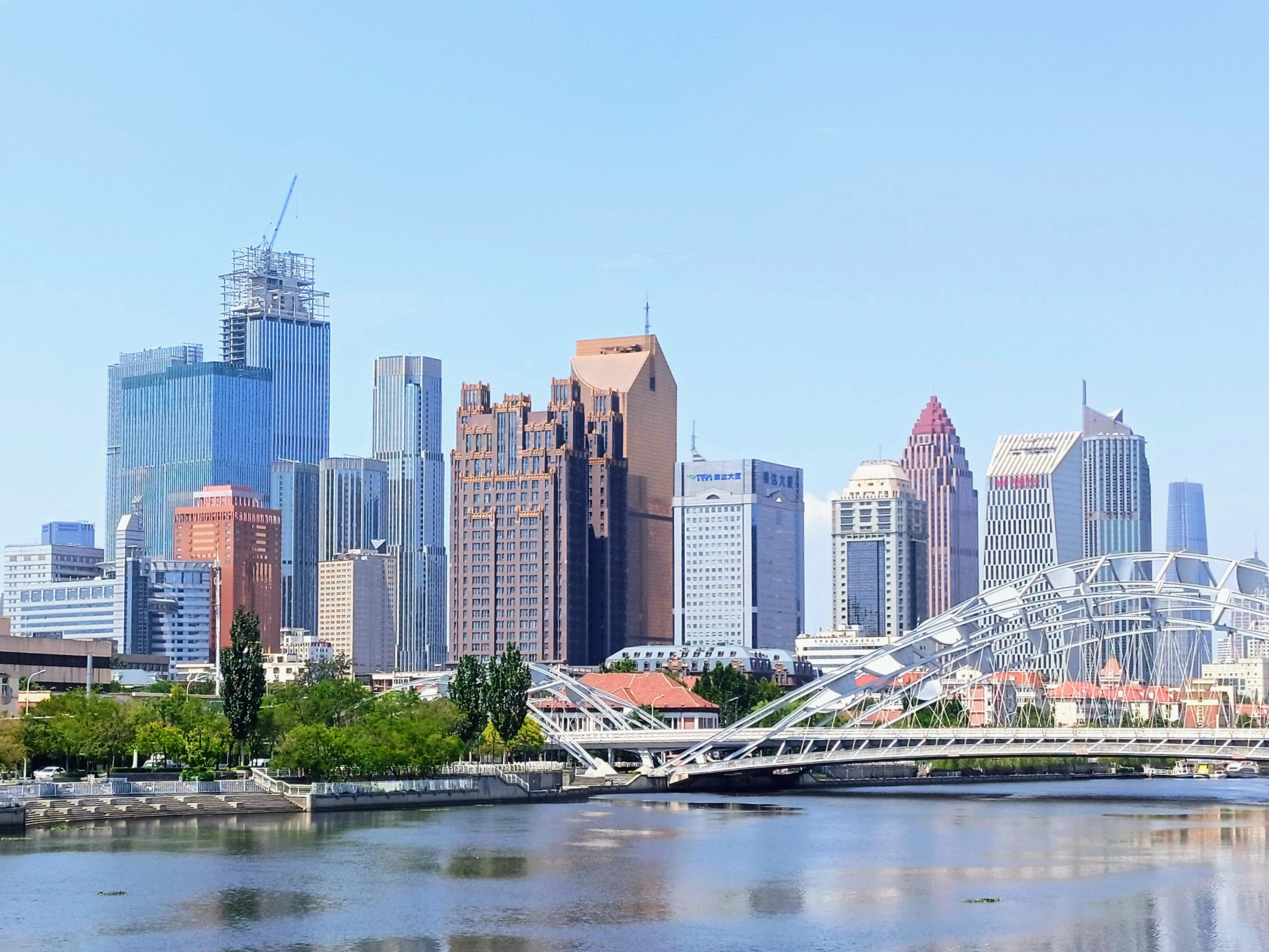

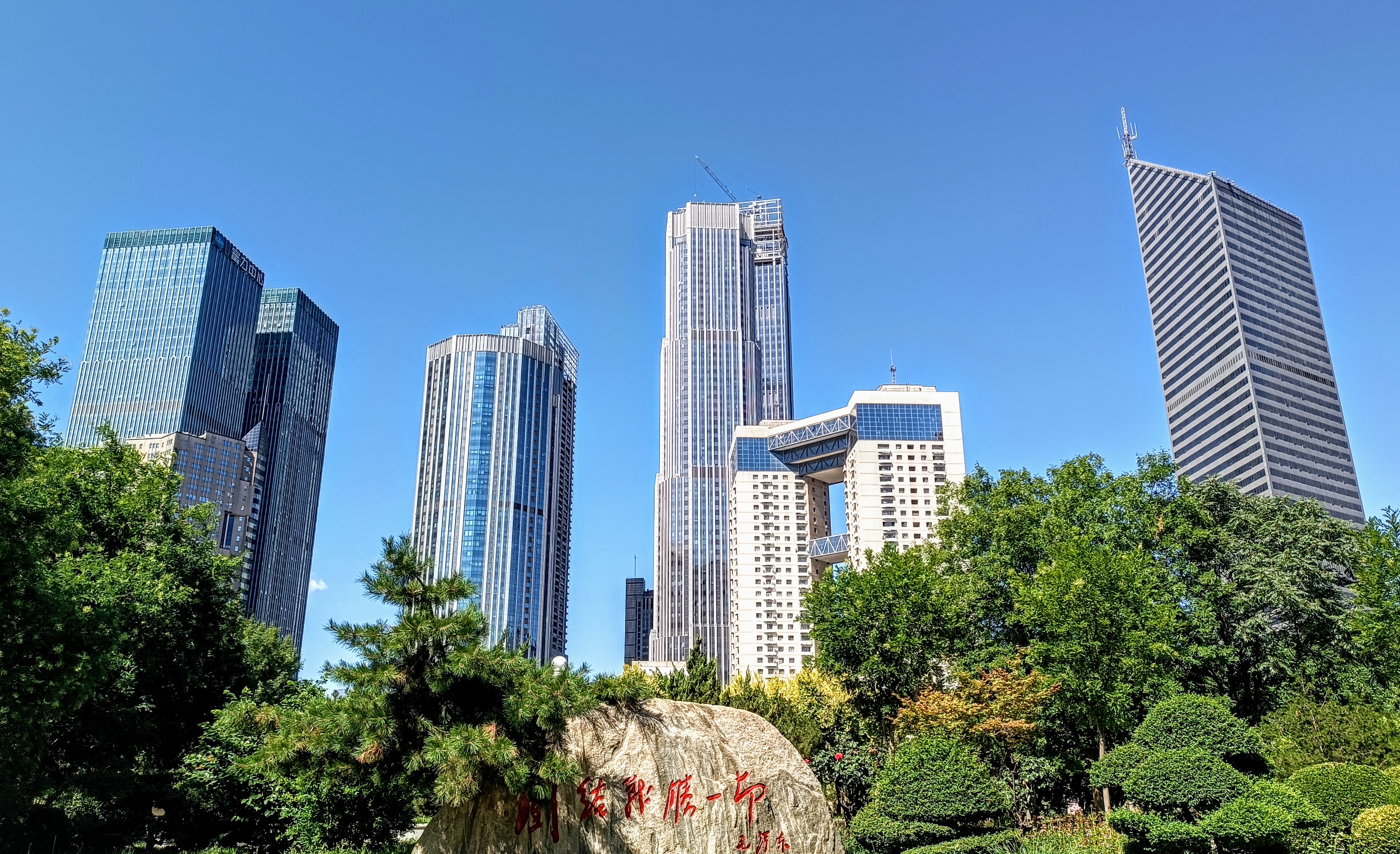
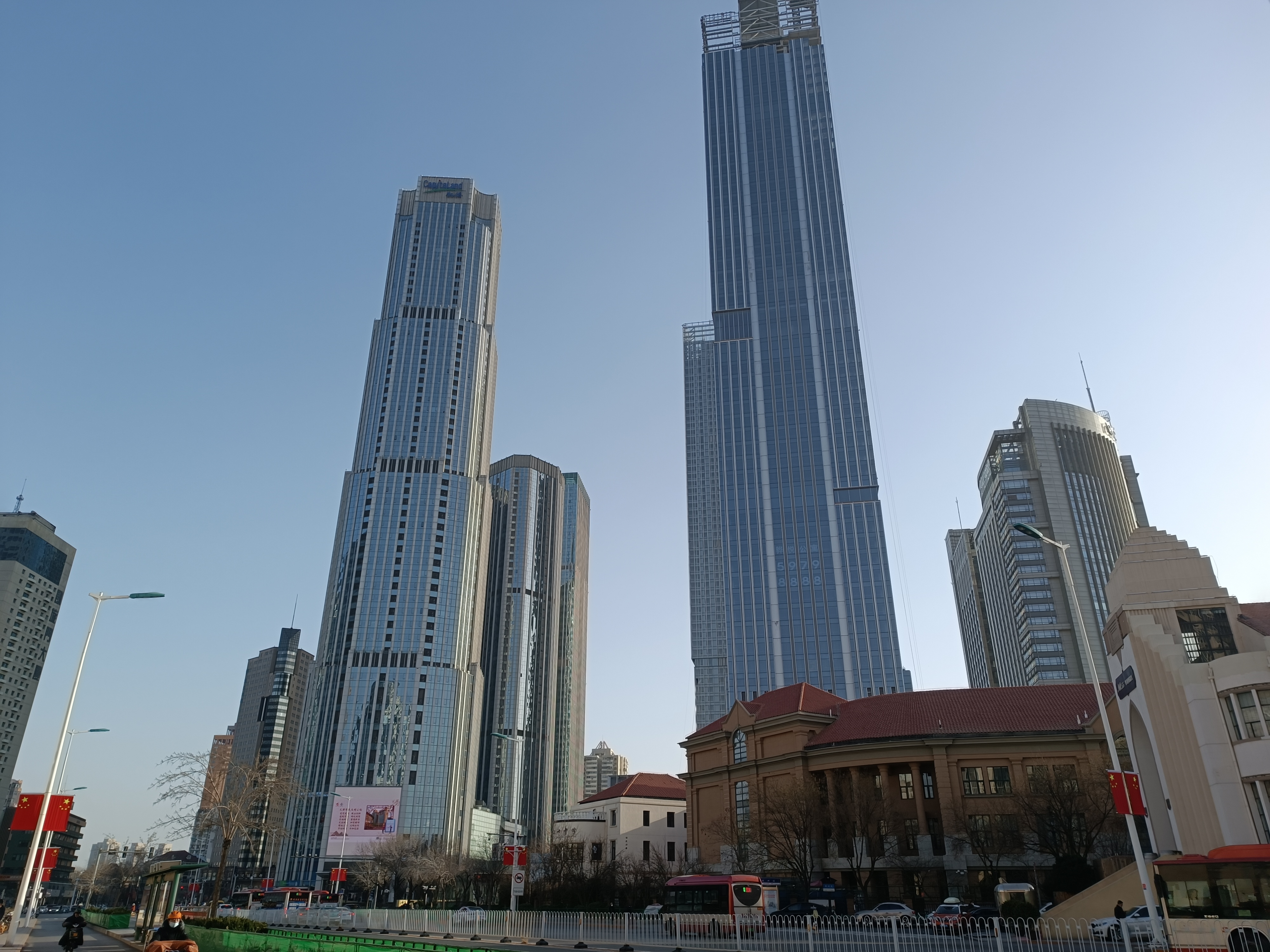
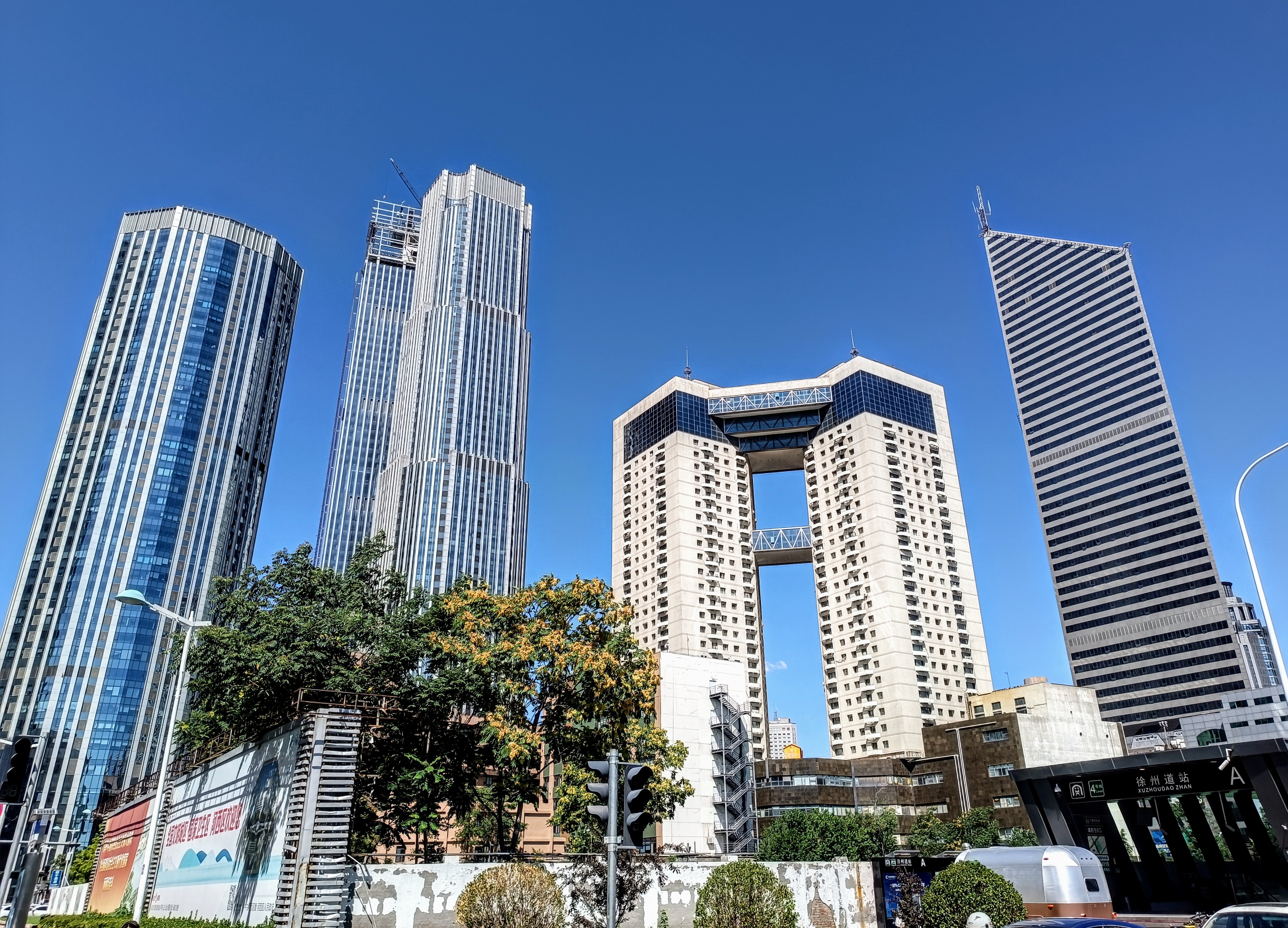